# Austroasca mitjaevi
Austroasca mitjaevi är en insektsart som beskrevs av Irena Dworakowska 1970. Austroasca mitjaevi ingår i släktet Austroasca och familjen dvärgstritar. Inga underarter finns listade i Catalogue of Life.